# René Held
Pour les articles homonymes, voir Held.
René Held est un psychiatre et psychanalyste français né le 7 octobre 1897 à Paris, où il est mort  18 février 1992. En 1926 il épouse Alice Stein et ensemble ils ont un fils Jean-Francis Held né en 1930 et décédé en 2003.

## Biographie
Sa famille émigre dUkraine à l'époque russe. Après un passage en Allemagne il fait ses études de médecine à l'hôpital de la Salpêtrière, puis à l'hôpital du Val-de-Grâce. Durant la Première Guerre mondiale. Il est nommé médecin auxiliaire en 1917 à Kiev, où il obtient la croix de guerre. Élève de Maxime Laignel-Lavastine, il se spécialise en psychiatrie et poursuit sa formation en psychanalyse. Il s'engage dès 1946 à la Société psychanalytique de Paris. René Held a été en analyse chez John Leuba, proche de Pierre Mâle et en supervision chez Sacha Nacht. 
Il a travaillé en médecine psychosomatique tout en refusant d'y voir ce qu'il appelait ses mythes dont il trouvait des exemples chez Franz Alexander et Dunbar.
René Held a été l'un des psychanalystes qui a précisé les contours respectifs de la psychothérapie psychanalytique en rapport à ceux de la cure type. Il pratiquait l'un et l'autre selon des indications qu'il faisait en fonction des bénéfices attendus par le patient. Il fut un membre actif de la société l'Evolution psychiatrique qu'il présida. Il défendit des positions très médicalisantes de la psychiatrie s'opposant à ce qu'il voyait comme une psychologisation excessive. 
Il consulte à partir de 1951 avec Hélène Michel-Wolfromm, qui développe en France la gynécologie psychosomatique, prémices de la sexologie. 
Il n'appréciait guère Jacques Lacan. 
D'une culture encyclopédique, proche de surréalistes il a écrit des articles de critique d'art.

### Ouvrages
- Psychothérapie et psychanalyse, Ed.: Payot-poche, 1970,
- Problèmes de la cure psychanalytique aujourd'hui: us et abus de la psychanalyse, Ed.: Payot, 1975,  (ISBN 2-228-21760-3)
- L'Œil du psychanalyste (Souvenirs personnels),  Ed.: Payot-poche, 1973,  (ISBN 2-228-14431-2)